# شيبوياكي
شِيبُويا-كِي (渋谷系) أفنون موسيقي باياني متأصل من حي شيبويا، طوكيو. يتصف بالتمازج بين الجاز، البوب والموسيقى الإلكترونية.

## فنانون
- فنتستيك بلستيك مشين